# Aconaemys porteri
Aconaemys porteri é um gênero de roedor da família Octodontidae.
Pode ser encontrado nas encostas noroeste do vulcão Villarrica até Puyehue, no Chile, e até o distrito do Lago Nahuelhuapi, na Argentina.